# Gmina Mahoning (hrabstwo Carbon)
Mahoning (ang. Mahoning Township) – gmina w USA, w stanie Pensylwania, w hrabstwie Carbon. Według danych z 2000 roku gmina miała 3978 mieszkańców.